# Roberto Jiménez Alli
Roberto Jiménez Alli (Pitillas, Navarra, 28 de septiembre de 1973) es un político español, secretario general del Partido Socialista de Navarra (PSN-PSOE) desde el 28 de junio de 2008 hasta el 13 de diciembre de 2014.

## Biografía
Licenciado en Derecho por la Universidad de Navarra 1991-1997, realizó posteriormente los estudios de Práctica Jurídica en la Universidad Pública de Navarra. Cursó el Programa avanzado en Relaciones Laborales por el Instituto de Empresa (Madrid).
Militante del PSN-PSOE desde 1991, fue Vicesecretario general Agrupación Socialista de Pamplona (1995-1997), Miembro de la Comisión Ejecutiva Regional del PSN-PSOE (1995-1996, con Javier Otano Cid, entre 1997 a 1999, con Juan José Lizarbe, y desde 2004 con Carlos Chivite), miembro del comité regional del PSN-PSOE (1995-1999 y desde 2003). Afiliado a la UGT, fue delegado sindical de Fagor-Victorio Luzuriaga en 1999.
En 1999 fue elegido concejal y portavoz adjunto del grupo municipal del Ayuntamiento de Pamplona, cargo que ocupó hasta mayo de 2003. En 2002, dio comienzo a las fiestas de San Fermín, ya que fue el encargado de lanzar el chupinazo aquel 6 de julio de 2002, siendo concejal socialista en el consistorio pamplonés.
Es Parlamentario Foral desde 2007, en donde desempeña las labores de portavoz del Grupo Parlamentario del PSN-PSOE.
El 29 de junio de 2008, fue elegido en el 9.º Congreso secretario general del PSN-PSOE con el 70,5% de los votos, frente al 28,5% de los votos conseguidos por la otra candidata, la parlamentaria foral Amanda Acedo.
Tras las elecciones de 2011, en las que su partido recabó el peor resultado de su historia en Navarra (9 escaños de un total de 50), el PSN-PSOE pactó con UPN que consiguió 19. De este modo, la vicepresidencia del Gobierno de Navarra fue para el PSN y otras 2 consejerías, mientras 5 carteras se las quedaría UPN junto con la presidencia del Gobierno, liderado por Yolanda Barcina. En el pacto entraba también, la designación del Presidente de la Mancomunidad, de la mesa del Parlamento y el senador autonómico.
Desde el 2 de julio de 2011 ejerció como Vicepresidente del Gobierno de Navarra (UPN-PSN) y consejero de Presidencia, Administraciones Públicas e Interior, hasta su destitución por Yolanda Barcina, el 15 de junio de 2012, momento en que vuelve a ocupar la portavocía del Grupo Socialista en el Parlamento de Navarra, grupo mayoritario de la oposición. En mayo de 2014 anunció que no se presentaría a la reelección de la secretaria general, cesando en dicha responsabilidad en diciembre de 2014 cuando fue elegida para el cargo María Chivite a través del sistema de primarias entre toda la militancia.
En julio de 2014, tras el último Congreso Federal del PSOE fue elegido miembro de la Comisión Ejecutiva Federal en el equipo liderado por Pedro Sánchez como Secretario de Emigración, cargo que desempeñó hasta el 1 de octubre de 2016, cuando cesó del mismo tras la dimisión del Secretario General.
Desde el 8 de septiembre de 2014, es responsable de Organización de la Comisión Gestora del PSOE Europa nombrada por la Comisión Ejecutiva Federal a raíz de la dimisión de la secretaria general de la federación exterior.